# (10931) Ceccano
(10931) Ceccano est un astéroïde de la ceinture principale.

## Description
(10931) Ceccano est un astéroïde de la ceinture principale. Il fut découvert le 16 février 1998 à Ceccano par Gianluca Masi. Il présente une orbite caractérisée par un demi-grand axe de 2,69 UA, une excentricité de 0,05 et une inclinaison de 6,3° par rapport à l'écliptique.

## Compléments